# M. S. Sathyu
Mysore Srinivas Sathyu, noto come M. S. Sathyu (Mysore, 6 luglio 1930), è un regista indiano.

## Filmografia
- Chyornaya Gora (1971)
- CBS Children's Film Festival (1973) - TV
- Garm Hava (1974)
- Kanneshwara Rama (1977)
- Chithegu Chinthe (1978)
- Bara (1980)
- Your Enemy: TB (1981)
- Kahan Kahan Se Guzar Gaya (1981)
- Sookha (1983)
- Galige (1994)
- Ijjodu (2010)